# Carl Friedrich Goerdeler
Carl Friedrich Goerdeler (Schneidemühl, 31 de julho de 1884 — Berlim, 2 de fevereiro de 1945) foi um monarquista conservador político alemão, executivo, economista, funcionário público e oponente do regime nazista. Ele se opôs a algumas das políticas antijudaicas enquanto ocupou o cargo e se opôs ao Holocausto.
Se a conspiração no atentado de 20 de julho de 1944 Adolf Hitler em 1944 tivesse sido bem-sucedida, Goerdeler teria servido como chanceler do novo governo. Após sua prisão, ele deu nomes de vários co-conspiradores à Gestapo, causando a prisão e a execução de centenas ou mesmo milhares de outras pessoas. Ele foi executado por enforcamento em 2 de fevereiro de 1945.

## Carreira política
Goerdeler nasceu em uma família de militares prussianos em Schneidemühl na Posnania (hoje Piła na Polônia). Estudou Direito e, após o fim da Primeira Guerra Mundial, ingressou no Deutschnationale Volkspartei (DNVP, "Partido do Povo Nacional Alemão"), partido de orientação nacionalista e conservadora.
Goerdeler serviu como segundo burgomestre, um cargo equivalente ao de prefeito, em Königsberg, na Prússia Oriental, antes de ser eleito burgomestre de Leipzig em 23 de maio de 1930. Sua amizade com o então chanceler Heinrich Brüning levou-o a exercer o cargo de Reichskommissar für die Preisüberwachung em 1931 - 32 e novamente em 1934 - 35. Durante os anos da República de Weimar, ele ganhou a reputação de político honesto e trabalhador excepcional.
Após a queda do governo de Brüning em 1932, Goerdeler foi considerado para o cargo de chanceler e teve um encontro com o general Kurt von Schleicher, deus ex machina da política alemã da época, que no final, entretanto, escolheu Franz von Papen. Durante o segundo período como Reichskommissar für die Preisüberwachung Goerdeler se viu em conflito várias vezes com Hjalmar Schacht devido às políticas inflacionárias conduzidas por este último que, segundo Goerdeler, colocariam seriamente em risco a economia alemã. Em 1935 os desentendimentos com Schacht levaram-no a renunciar ao cargo, permanecendo exclusivamente no cargo de burgomestre de Leipzig.

## Oposição ao Nacional-Socialismo
Goerdeler se opôs ativamente à ideologia racial nacional-socialista. Ele deixou o DNVP em 1931, quando o partido iniciou sua parceria com o NSDAP. Após a ascensão de Hitler ao poder em janeiro de 1933, Goerdeler foi um dos poucos políticos que se opôs às políticas raciais e anti-semitas do Terceiro Reich, tentando defender as propriedades dos empresários judeus de Leipzig da "arianização" forçada de seus negócios. Quando as autoridades nacional-socialistas ordenaram a demolição de um monumento do compositor judeu-alemão em 1936 Felix Mendelssohn Goerdeler protestou vigorosamente e tentou reconstruí-lo, mas não teve sucesso devido à oposição dos nazistas. Após esses fatos, ele decidiu não aceitar a renomeação para o cargo de burgomestre de Leipzig e em 1937 ele se aposentou do serviço.
Entre 1937 e 1938, Goerdeler fez inúmeras viagens à França, Grã-Bretanha, Canadá e Estados Unidos tentando alertar qualquer pessoa disposta a ouvi-lo (incluindo Winston Churchill e Robert Vansittart) sobre os perigos da política externa agressiva de Hitler. Em 1938, Goerdeler ficou profundamente decepcionado com os acordos da Conferência de Munique que, ao trazer o território dos Sudetos de volta ao controle da Alemanha, considerou indesejáveis porque privavam a possibilidade de um golpe contra o regime nacional-socialista - segundo Goerdeler, uma linha de conduta firme por parte das democracias e a hipótese de conflito teriam levado a população alemã a se rebelar contra Hitler. A este respeito, ele escreveu a um amigo americano:
| «[...] O povo alemão não queria guerra; o exército faria qualquer coisa para evitá-lo; [...] o mundo havia sido avisado e informado disso com bastante antecedência. Se esse aviso tivesse sido atendido, a Alemanha estaria agora livre de seu ditador e se voltaria contra Mussolini. Em poucas semanas, poderíamos ter começado a construir uma paz mundial duradoura com base na justiça, razão e decência. Uma Alemanha purificada, governada por pessoas respeitáveis, estaria pronta para resolver o problema espanhol sem demora, colaborando com a Grã-Bretanha e a França para depor Mussolini e com os Estados Unidos para criar a paz no Extremo Oriente.. Estaria aberto o caminho para uma colaboração sólida no campo econômico e social para a construção de relações pacíficas entre Capital, Trabalho e Estado, para o relançamento de conceitos éticos e para uma nova tentativa de melhoria da qualidade de vida [... ] " |

## A Resistência
Apesar de sua decepção com as conclusões de Munique, Goerdeler continuou seus esforços para derrubar o regime nazista. Goerdeler era um otimista decidido e inflexível, dotado de um forte senso cívico combinado com profundas convicções religiosas; ele acreditava que somente se conseguisse convencer um número suficiente de pessoas teria a chance de subverter o regime nazista.
A partir de 1938 Goerdeler colaborou na criação de um grupo dissidente composto por políticos conservadores e militares entre os quais Ulrich von Hassell, embaixador alemão na Itália, general Ludwig Beck, ex-chefe do Estado-Maior do Exército, marechal de campo Erwin von Witzleben e Johannes Popitz, ministro da Finanças do Estado da Prússia.
Este primeiro núcleo, ao qual vários elementos foram acrescentados ao longo dos anos, incluindo Henning von Tresckow e Claus von Stauffenberg, começou a elaborar a futura constituição, que deveria ter entrado em vigor após a deposição de Hitler, e uma lista de ministros hipotéticos. Se o ataque de 20 de julho tivesse sido bem-sucedido, Goerdeler teria se tornado chanceler do novo governo formado após a derrubada de Hitler.
As ideias de Goerdeler sobre a nova constituição baseavam-se no conceito de um forte poder executivo associado a um alto nível de descentralização. O Reichstag deveria ter sido eleito em parte de acordo com o esquema uninominal anglo-saxão (primeiro passe pelo posto) em vez de nas listas do partido, e em parte por membros das administrações locais. O Reichsrat deveria incluir representantes de igrejas alemãs, sindicatos, universidades e vários grupos empresariais. Na redação da futura constituição, Goerdeler pediu ajuda, por meio de seu amigo Dietrich Bonhoeffer, do denominado «Círculo de Friburgo» formado por um grupo de professores da Universidade de Friburgo incluindo Adolf Lampe, Erich Wolf, Walter Eucken, Constantin von Dietze e Gerhard Ritter.
Opondo-se à visão do chamado "Círculo Kreisau" (que gravitava em torno da figura de Helmuth James Graf von Moltke), Goerdeler imaginou uma Alemanha pós-nazista baseada no capitalismo liberal e sempre se opôs fortemente às ideias do Círculo, que considerava muito socialista.
As simpatias monárquicas e extremamente anticomunistas frequentemente colocam Goerdeler em conflito com os outros membros da Resistência Alemã. Um dos pontos de atrito mais sérios foi a oposição de Goerdeler ao assassinato de Hitler: ele queria capturá-lo e julgá-lo (ele não tinha objeções, entretanto, a uma sentença de morte imposta após um julgamento "justo").

## Captura e morte

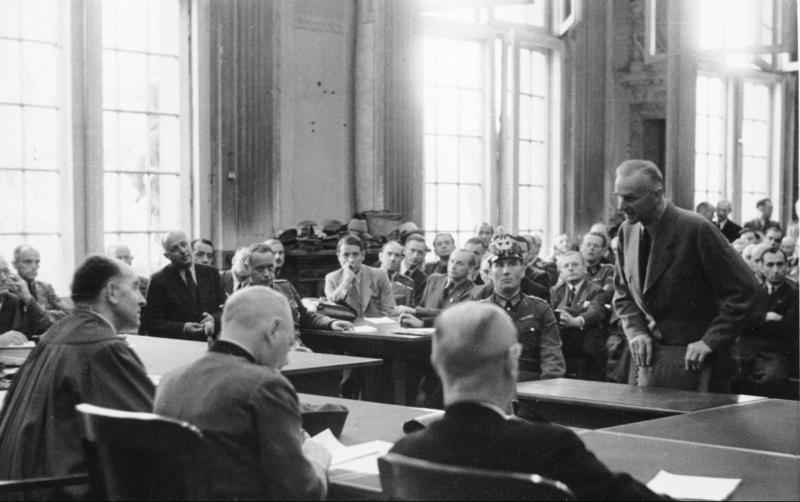
Julgamento de Carl Goerdeler (em pé à direita), agosto-setembro de 1944

Em 17 de julho de 1944, um mandado de prisão foi emitido pela Gestapo para Goerdeler, que conseguiu escapar da prisão inicialmente até que, em 12 de agosto de 1944, foi capturado na Prússia Oriental após a denúncia de uma hospedeira, Helene Schwärzel. Julgado a 9 de setembro no Volksgerichtshof, foi condenado à morte, mas não foi executado imediatamente: durante meses foi torturado pela Gestapo, que esperava obter dele os nomes de outros conspiradores.
Goerdeler acabou sendo enforcado na prisão de Plötzensee em Berlim em 2 de fevereiro de 1945. Enquanto esperava a execução, escreveu uma carta de despedida que terminava com as seguintes palavras: “Peço ao mundo que aceite o nosso martírio como um ato de penitência em nome do povo alemão".